# Lev Pitáyevski
Lev Petróvich Pitáyevski (en ruso: Лев Петро́вич Пита́евский, pronunciación en ruso: [ˈlʲef pʲɪˈtrovʲɪtɕ pʲɪˈtajɪfskʲɪj]; Sarátov, Unión Soviética, 18 de enero de 1933 – Rovereto, Italia, 23 de agosto de 2022) fue un físico teórico ruso que realizó importantes contribuciones a la teoría de la mecánica cuántica, electrodinámica, física de bajas temperaturas, física de plasmas y física de la materia condensada. Junto con su supervisor doctoral Yevgueni Lifshits y con Vladímir Berestetski, fue coautor de varios volúmenes de la influyente colección Course of Theoretical Physics de Landáu-Lifshits.

## Formación
Se graduó en la Universidad Estatal de Sarátov en 1955. En 1958, se unió como investigador al Instituto de Problemas Físicos de la Academia de Ciencias de Rusia. En 1971, se convirtió en catedrático en el Instituto de Física y Tecnología de Moscú.

## Investigación
En colaboración con Vitali Guínzburg, Pitáyevski desarrolló una teoría de superfluidez en el entorno de un punto de transición. Demostró que, a temperaturas lo suficientemente bajas, el helio-3 líquido debía presentar una transición a un estado superfluido.
Pitáyevski recibió su formación como investigador en el grupo de Lev Landáu en Moscú. En sus primeros años de actividad científica en el Instituto de Problemas Físicos (actualmente Instituto Kapitsa) hizo contribuciones a la física de la materia condensada, incluyendo el importante artículo sobre vórtices cuánticos donde desarrolló lo que se pasó a conocer como teoría de Gross-Pitáyevski de los condensados de Bose-Einstein, una de las teorías más utilizadas para describir la física de los gases atómicos ultrafríos. Otro importante artículo de esta época es el que escribió en colaboración con Ígor Dzialoshinski y Yevgueni Lifshits sobre las fuerzas de van der Waals, donde desarrollaron de forma sistemática la teoría de fluctuaciones térmicas y cuánticas de los campos electromagnéticos, con importantes aplicaciones en física del estado sólido y física atómica.
Comenzó a colaborar con la Universidad de Trento a finales de la década de 1980 a través de varias estancias largas de investigación. Tras pasar algunos años por el Instituto Técnico de Israel en Haifa, se convirtió en catedrático de la Universidad de Trento en 1998. Allí trabajó en el Bose-Einstein Condensation Center (BEC Center), una iniciativa conjunta del Instituto Nacional de Óptica del Consejo Nacional de Investigación de Italia y del Departamento de Física de la Universidad de Trento.
En noviembre de 2022, tres meses después del fallecimiento de Pitáyevski, el Bose-Einstein Condensation Center de Trento se renombró en su honor como Pitaevskii Center on Bose-Einstein Condensation, como reconocimiento a sus contribuciones al campo y aportaciones al centro.

## Premios y reconocimientos
- 1987 - Premio Landáu, en reconocimiento a su investigación en física de plasmas.
- 1997 - Medalla Memorial Eugene Feenberg, por sus contribuciones a la teoría de superfluidos de Bose y helio líquido.[4]
- 2003 - Aquila di San Venceslao, el mayor reconocimiento de la ciudad de Trento.
- 2008 - Medalla de Oro Landáu, en reconocimiento a sus contribuciones de la física teórica moderna, incluyendo la teoría de Gross-Pitáyevski, y por sus contribuciones al curso de física teórica de Landáu-Lifshits.
- 2012 - Doctorado honoris causa en la Universidad de Montpellier (Francia).[5]
- 2013 - Doctorado honoris causa en la Universidad de Innsbruck (Austria).
- 2013 - Doctorado honoris causa en la Universidad de Texas A&M (Estados Unidos).
- 2018 - Premio Pomeranchuk, conjuntamente con Giorgio Parisi.
- 2018 - Premio Enrico Fermi de la Sociedad Italiana de Física, conjuntamente con Federico Capasso y Erio Tosatti.[6]
- 2019 - BEC Senior Award, conjuntamente con Sandro Stringari.[7]
- 2021 - Premio Lars Onsager, por el desarrollo de la teoría de Gross-Pitáyevski y sus posteriores contribuciones a la teoría de fluidos cuánticos, especialmente gases atómicos ultrafríos.[8]

## Publicaciones

### Libros y monografías
- Contribuciones a la serie Course of Theoretical Physics.

- L. P. Pitaevskii, S. Stringari (2016). Bose-Einstein Condensation and Superfluidity. International Series of Monographs on Physics. Oxford University Press. p. 576. ISBN 9780198758884.

### Artículos
- «L. Pitaevskii». inspirehep. Consultado el 3 de noviembre de 2013.